# Ablena
Ablena (Ablennes hians) – ryba morska z rodziny belonowatych, jedyny przedstawiciel rodzaju Ablennes. Poławiana w wędkarstwie i na niewielką skalę gospodarczo.

## Zasięg występowania
Spotykana w tropikalnych i ciepłych wodach całego świata. Wpływa do estuariów.

## Charakterystyka
Ciało silnie wydłużone, srebrzyste, z ciemnoniebieskim grzbietem. Dorasta do 1,4 m długości osiągając maksymalnie 4,8 kg masy ciała. Żywi się małymi rybami. Jajorodna. Czasami tworzy duże stada.